# Turmhügel Urfersheim
Der Turmhügel Urfersheim ist eine abgegangene mittelalterliche Turmhügelburg (Motte) im Pfarrgarten etwa 40 Meter östlich der Kirche St. Bartholomäus in Urfersheim, einem heutigen Gemeindeteil der Gemeinde Illesheim  im Landkreis Neustadt an der Aisch-Bad Windsheim in Bayern.
Von der ehemaligen Mottenanlage ist noch der Turmhügel erhalten.